# AS Bisceglie
Associazione Sportiva Bisceglie je italský fotbalový klub hrající v sezóně 2020/21 ve 3. italské fotbalové lize sídlící ve městě Bisceglie v regionu Apulie.
Klub byl založen v roce 1913 jako Unione Sportiva Biscegliese. i když fotbal se ve městě hrál již pět let. Založili jej místní občané a klubovými barvami se stala modrá s bílou hvězdou. Až do roku 1927 hráli přátelské zápasy. Až poté byl zařazen do regionální soutěže. V roce 1931 kvůli nedostatku financí a členů vyhlásil bankrot. Zanedlouho vznikl nový klub SS Armando Diaz. US Bisceglie byla také funkční, ale nehrála žádnou soutěž. To se změnilo v roce 1949 kdy se tyto dva kluby spojili a přejmenovali se na Associazione Sportiva Bisceglie.
Po finanční krizi klubu po sezoně 1997/98 se klub na novou sezonu nepřihlásil a ohlásil bankrot. Nový tým Bisceglie Calcio 1913 O.N.L.U.S. v sezoně 1998/99 sestoupil do 6. ligy. A v sezoně 2000/01 sestoupilo ještě níže.
V roce 2001 se klub spojil s Don Uva a vytvořil se klub ASD Bisceglie Don Uva. V sezoně 2016/17 vyhrávají čtvrtou ligu a po 19letech se vrátili do profi ligy.
Nejlepšího umístění ve třetí lize bylo 11. místo v sezonách 1960/61 a 2017/18.

## Změny názvu klubu
- 1927/28 – 1930/31 – US Biscegliese (Unione Sportiva Biscegliese)
- 1931/32 – 1940/41 – SS Armando Diaz (Società Sportiva Armando Diaz)
- 1941/42 – 1944/45 – US (Unione Sportiva Biscegliese)
- 1945/46 – 1997/98 – AS Bisceglie (Associazione Sportiva Bisceglie)
- 1998/99 – 2000/01 – Bisceglie Calcio 1913 (Bisceglie Calcio 1913 O.N.L.U.S.)
- 2001/02 – 2003/04 – AS Bisceglie 1913 Don Uva (Associazione Sportiva Bisceglie 1913 Don Uva)
- 2004/05 – 2016/17 – AS Bisceglie 1913 Don Uva APD (Associazione Sportiva Bisceglie 1913 Don Uva Associazione Polisportiva Dilettantistica)
- 2017/18 – AS Bisceglie (Associazione Sportiva Bisceglie)

## Získané trofeje

### Vyhrané domácí soutěže
- 4. italská liga (3×)

1948/49, 1959/60, 2016/17

## Účast v ligách
| Úroveň soutěže | Název soutěže (nynější název) | První hraná sezona | Poslední hraná sezona | celkem odehraných sezon |
| -------------- | ----------------------------- | ------------------ | --------------------- | ----------------------- |
| 3              | Serie C                       | 1928/29            | 2020/21               | 13                      |
| 4              | Serie D                       | 1929/30            | 2016/17               | 30                      |
| 5              | Eccellenza                    | 1978/79            | 2013/14               | 11                      |

## Fotbalisté

### Známí hráči v klubu
- Petko Christov – (2019/20) reprezentant
- Kamil Kopúnek – (2018/19) reprezentant